# Cratere Gardner
Gardner è un piccolo cratere lunare intitolato al fisico statunitense Irvine Clifton Gardner, situato nella zona settentrionale della Luna, a est del cratere Vitruvius. Si trova in una regione di terreno irregolare a nord del Mare Tranquillitatis. Questo cratere era stato precedentemente chiamato 'Vitruvius A' prima di ricevere il nome ufficiale. A nordest è presente il maggiore cratere Maraldi.
Il cratere ha un bordo circolare con delle pareti interne spioventi e un fondo che occupa circa la metà del diametro totale. La metà meridionale del fondo interno ha una leggera pendenza prima di raggiungere la parete interna. Non sono presenti segni significativi di erosione, e il bordo esterno è relativamente netto e ben definito.